# Васильців Василь Григорович
Васи́ль Васи́льців (*26 червня 1987, Львів) – український музикант, поет, композитор, саунд-продюсер та кліпмейкер, маркетолог, кандидат економічних наук.
Васильціва вважають першим українським музичним Інтернет-мемом (2005).

## Біографія
Заняття музикою розпочав з шести років, коли почав співати у капеллі духовного співу «Sol anime». Капелла вела активну концертну діяльність: виступала у храмах Львова, України та Польщі, давала концерти в освітніх та соціальних закладах, брала участь в конкурсах духовної пісні.
У 2003 році закінчив з відзнакою Львівську музичну школу № 2 по класу класичної гітари і вступив до Львівського державного музичного училища ім. С. Людкевича на відділ «Музичне мистецтво естради». Училище закінчив у 2007 році, отримавши диплом з відзнакою, як артист та керівник оркестру.
Навчаючись в ЛДМУ ім. С. Людкевича в 2004 році, вступив на заочне відділення Східноєвропейського університету економіки і менеджменту. Економічну освіту продовжив у Львівській комерційній академії на факультеті Міжнародних економічних відносин.
Як музикант брав участь у конкурсах гітаристів, виступав з колективами музичної школи в Україні, Польщі, Угорщині, Бельгії.
Свою першу пісню «Миті життя» написав 14 серпня 2001 року. У 2003 році видав збірку пісень «Де шукати щастя». У 2005 — книжку «Вогонь Землі (Мої перші 100 пісень)», котра крім текстів, містила компакт-диск з аудіо-записами пісень у виконанні автора. Художнє оформлення зробив Ярослав Ракочий. 27 вересня 2006 року отримав на неї авторське свідоцтво.
Популярність Василя Васильціва почалася в українському секторі блогів LiveJournal, де здобули популярність пісні «Дякую, Руслано!» та «Кальмар, смажений кальмар». У жовтні 2005 було створено Інтернет-спільноту його шанувальників art_off, яке описувало стиль «під Васильціва» так:
|  | Це мистецтво важко схарактеризувати. Для когось воно примітивне, для когось недолуге, хтось бачить у ньому несмак, кіч, профанацію, дилетантство, хтось волів би, аби його не було... Та все ж більшість реагує на нього радісним сміхом, і байдуже, які причини має цей сміх |

У 2006 році група Esthetic Education випустила сингл, а згодом і кліп Vasil Vasyltsiv, присвячену виконавцеві. Ця пісня увійшла в 2007 році у їхній альбом Werewolf. Співпраця з Esthetic Education стала піком мейнстримної слави Васильціва.
24 грудня 2006 року на лейблі «Esthetic Music» вийшов перший ліцензійний альбом Василя Васильціва «Голденхітс». Мастеринг зробив Ілля Галушко. Фото для оформлення — Fako. Презентація відбулась у форматі першого концерту Василя Васильціва в клубі «Квартира Бабуїн» на Подолі. Альбом, який позиціонувався як наслідування улюбленого гурту Василя The Beatles, запам'ятався простими гітарними партіями, графоманськими текстами та невидатними вокальними даними Васильціва — але при цьому дозволив Василеві розвинути кар'єру успішного музиканта. Наступні роки він гастролює Україною, виступає на фестивалях та на телебаченні, дає інтерв'ю для ЗМІ.
В цьому ж році, за сприяння київського журналу «Афіша», сингл «Фанати» був включений у CD-збірник «Інді-групи». Презентація відбулась у «Disco Radio Hall».

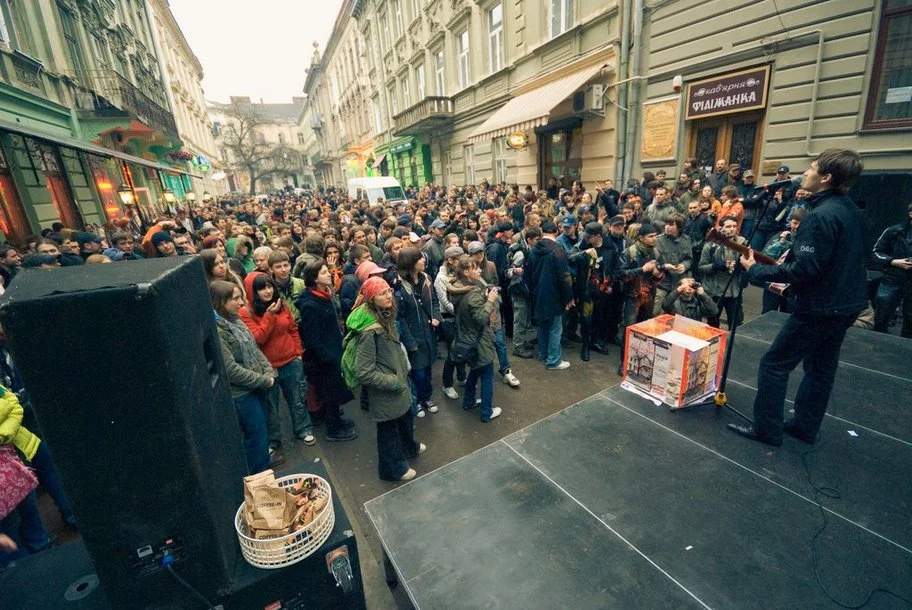
Василь Васильців на концерті в Кривій липі

14 січня 2009 року вийшов другий ліцензійний диск «Дуже близько». Презентація відбулась у клубі «Picasso». Диск, крім 16 пісень, саунд-продюсерами яких виступили Микола Сало та Василь Васильців, містив відео-кліп «Зірка», за участі Анни Лазар та додаткові матеріали (слова з акордами пісень альбому і фотографії). Дизайн платівки реалізував Андрій Кльон.
10 березня 2009 року пісня «Я пливу» увійшла у CD-збірник «Євшанзілля-3»
Вів активну діяльність на телебаченні. Зокрема, був гостем ефірів програм «Guten morgen» на телеканалі М1, «Сніданок з 1+1», «Розбір Польотів» на телеканалі Інтер, «Програма Максимум в Україні» на ICTV, гостем-ведучим MTV Україна. Брав участь у музичному шоу «X-factor», а також був гостем «Званої вечері» на телеканалі СТБ.
У 2009 видав збірку «Я розвертаю тебе» яка крім текстів, містила акорди 69 нових пісень. Фотографії для обкладинки збірки зробив Андрій Янушевський. Макет видання для друку підготував Сергій Черкун.
Загалом Васильців є автором понад 300 пісень і композицій написаних в найрізноманітніших музичних жанрах. Презентував публіці свою творчість більш ніж 70-ма концертами (в різноманітних навчальних закладах, клубах, установах, на відкритих сценах, всеукраїнських фестивалях «Червона рута», «Пісня серця», «Moloko Music Fest», «Atlas Weekend», «Західфест», артклубах Львова, Києва, Хмельницького, Дніпра, Харкова, Тернополя, Луцька, Рівного, в оперних театрах Львова і Донецька). Став дипломантом конкурсу інструменталістів «Юні таланти Львова».
Концерти Васильціва в 2000-х відзначалися атмосферою, притаманною рок-музиці 1990-х: андеґраундні клуби на околицях міст, прихильники, які знають напам'ять пісні виконавця.
Протягом 2010—2011 років був автором, режисером та ведучим live-сторінки «Українські групи (Ukrainian groups)» в ефірі Львівської державної телерадіокомпанії. 11 травня 2011 року отримав авторське свідоцтво на сценарій інформаційно-розважального музичного шоу «Українські групи (Ukrainian groups)».
28 червня 2010 року, закінчив Львівську комерційну академію і отримав повну вищу освіту за спеціальності 8.050108 «Маркетинг» та здобув кваліфікацію магістра з маркетингу (Диплом з відзнакою). Тема магістерської роботи «Обґрунтування маркетингових інструментів підвищення ефективності діяльності підприємства сфери послуг». Після завершення навчання працює за фахом маркетологом, паралельно продовжує писати пісні, хоча й більше не веде публічної музичної кар'єри.
З 2015—2018 рік, навчався в аспірантурі Національного інституту стратегічних досліджень при Президентові України. Спеціальність 21.04.01 «Економічна безпека держави». Здобув науковий ступінь Кандидат економічних наук (прирівнюється до звання Доктора філософії — PhD). Тема дисертації «Організаційно-економічний механізм зміцнення економічної безпеки сектору інформаційних технологій». Опублікував 7 фахових статтей. Учасник 10 наукових конференцій.
У 2019 році переїхав до Китаю, зокрема, написав пісню і зняв музичне відео «Піднебесна». У лютому 2020 року повернувся в Україну у зв'язку з пандемією Covid-19. Знявся у проєкті Радіо Сковорода "А тепер усе інакше", блозі Тараса Гаврика "Львів, я люблю тебе" де розповів про рідну вулицю Тракт Глинянський. За чотири години до вторгнення москалоти в Україну написав приспів пісні "Вступай у Збройні Сили". Згодом зняв на неї музичне відео, а також на нову версію пісні "Буде деокуповано Кримську область України". У рамках майстер-класу створення документальних фільмів Американського дому у Львові створив короткометражку "Пішкарус".
11 серпня 2023 року вступив до Збройних Сил України. 3 листопада 2024 року дав інтервʼю на Радіо Перше з фідбеком про службу. Також вдалось зняти музичне відео на "Райські яблука" це перше відео у формі. Дана пісня на замовлення Батька – Григорія Васильціва, котрий написав слова до приспіву. У відео також можна побачити Маму – Мирославу Васильців.

## Сприйняття
Сам Васильців заявляє, що «розвиває власний музичний стиль, адже справжній артист має прагнути виходити за усталені рамки». Парфан описує стиль виконавця як «треш-музику», яка, на її думку, включає такі ознаки постмодернізму як карнавал, іронія, подвійне кодування, пастиш і шизофренія.
Васильців є першим прикладом музичного інтернет-мема в Україні, який зміг вийти за межі нових медіа та субкультури участі й здобути популярність у традиційній медійній та музичній сфері.

## Частковий список пісень Василя Васильціва

### Музичні альбоми
| I. Про головне 1. Про головне 2. Маленький принц 3. Ніч 4. Мрії 5. Жорстоке життя 6. Музика 7. Я так люблю 8. Літо, зима, осінь, весна 9. Загублене щастя 10. Новий рік 11. Миті життя 12. Мої пісні | II. Крізь скло 1. (13).Вогонь Землі 2. (14).Не здавайся 3. (15).Задумайтесь 4. (16).Це любов 5. (17).Порівняння 6. (18).Моє місто 7. (19).Мінливість 8. (20).Герой нашого часу 9. (21).Щось змінилось 10. (22).Будь собою 11. (23).Крізь скло 12. (24).Твої батьки 13. (25).Мені так прикро 14. (26).Зупинки не буде | III. Картини 1. (27) За кордонами 2. (28) Картини 3. (29) Близький до асфальту 4. (30) День народження 5. (31) Змінний світанок 6. (32) Потенціальна енергія тіл 7. (33) Порвані джинси 8. (34) Газовані досягнення 9. (35) Яблуневий дощ 10. (36) Пес посеред дороги 11. (37) Українська еліта 12. (38) Що можу взяти собі… 13. (39) Алергія на ос 14. (40) Умій побачити |

| IV. Для Вас 1. (41) З нуля 2. (42) Для Вас 3. (43) Байкери із села 4. (44) Цивілізація 5. (45) Глобальна проблема 6. (46) Альфабет 7. (47) Бо хочемо їсти 8. (48) Я хочу прокинутись 9. (49) Школа 10. (50) Солодкий дотик 11. (51) Формула 100%-го вислову 12. (52) До матерії 13. (53) Пісня серця 14. (54) Як зоря зійшла 15. (55) Не потрібно мати усе | V. П'ятий рівень 1. (56) Як без кохання? 2. (57) Нічне життя 3. (58) Знедолені 4. (59) Пресвята Маріє 5. (60) Молодість 6. (61) Є натхнення 7. (62) The Beatles 8. (63) Перший поцілунок 9. (64) Зіркова свобода 10. (65) Невже це сон?(90 секунд для Голлівуду) 11. (66) В цю мить 12. (67) Ти потрібна мені 13. (68) Кохання єдине 14. (69) Ти мусиш їхати до неї | VI. Любов свою, — тобі! 1. (70) Білий сніг на зелене листя… 2. (71) Моделька 3. (72) У різдвяну ніч 4. (73) Вона 5. (74) Любов свою, — тобі! 6. (75) Внеси до списку це 7. (76) Все — тобі 8. (77) Реп черепах 9. (78) Шоу Трумена 10. (79) Гаррі Поттер 11. (80) Експромт на березі ставка(Ukrainian folk) 12. (81) Як цвіт вогню(Я її люблю) 13. (82) Дякую, Руслано,… 14. (83) Ціна висоти 15. (84) Любиш мене(Бо ти така…) |

| VII. Літо 1. (85) Я зустрів тебе сьогодні 2. (86) Змікшуй 3. (87) Кохання в траві 4. (88) Ми повні вражень так 5. (89) Ми шукаєм щось нове 6. (90) Наче вогнем… з тобою 7. (91) Топ-топ(Пісня репресованого) 8. (92) Яка різниця 9. (93) Мала 10. (94) Казка 11. (95) Запрошуєм ми вас 12. (96) Закрито чи ні 13. (97) Ритм 14. (98) Кальмар сушений | VIII. Одною лівою/ Равлик 1. (99) Вже ранок 2. (100) Ельф рожевого куща 3. (101) Три речі за які я люблю тебе 4. (102) Я вибираю тебе 5. (103) Я говорю до тебе 6. (104) Я два дні не бачив тебе 7. (105) Міленіум 8. (106) Помаранчева революція(Так Ющенко!) 9. (107) Я б так хотів змогти пояснити 10. (108) Зроби так 11. (109) Я люблю 12. (110) Найкраща у світі — ти 13. (111) Виняток з правил 14. (112) Зв'язані стереотипом 15. (113) Я пливу | IX. Деякі відповіді 1. (114) Початок великої історії 2. (115) Те, що лякає усіх 3. (116) Що вибрати 4. (117) Якщо чесно 5. (118) Вона для мене 6. (119) Шукай причину спочатку в собі 7. (120) Я зібрався з словами 8. (121) Мої вісімнадцять 9. (122) Два плюс два — чотири 10. (123) Досить важко нічого не зробити 11. (124) В моїй душі є місце для тебе 12. (125) Безкоштовне оголошення 13. (126) Зіграєм в бадмінтон 14. (127) Говерла |

| X. Загублено-Знайдено 1. (128) Все, за відповідну ціну 2. (129) У-П-А 3. (130) Ти хочеш щось запропонувати 4. (131) Концепція Брітні 5. (132) Усе для дівчини 6. (133) Внутрішня краса 7. (134) Ти справді прекрасна 8. (135) Недозволене «па» 9. (136) Комп'ютер. Інтернет 10. (137) Я з тобою цілуюся (В кінцевому випадку) 11. (138) ХІД 12. (139) Два світи 13. (140) Загублено-Знайдено 14. (141) Ти — мрія моя | XI. ФАНАТИ 1. (142) ФАНАТИ 2. (143) Заради любові 3. (144) Люди голосують ногами (Всі знають) 4. (145) Доза знання (Не договорюєш до кінця) 5. (146) Про Естетік едюкейшн 6. (147) Ти написала мені повідомлення 7. (148) Я люблю Емму Ватсон 8. (149) Смажена відбивна Марка 9. (150) Близько до твого тіла 10. (151) ЗМІ 11. (152) Відчуй свободу 12. (153) Ланцюгова реакція 13. (154) В гостях у Лізи 14. (155) Я розвертаю тебе 15. (156) Несе Галя воду /укр.народ.пісня/ 16. (157) Я вірю у краще /Фортепіанний твір/ | XII. Початок 1. (158) Weasley is our King /Слова — Джоан Роулінг/ 2. (159) Початок 3. (160) Можеш сама 4. (161) Чому сміюсь 5. (162) Якщо не хочеш втратити все (Не зупиняйся) 6. (163) В тебе заряд той є 7. (164) Ми помиляємся навпаки 8. (165) Тримайся 9. (166) Фотосесія 10. (167) Шоуманія 11. (168) Бачиш все 12. (169) Твоя робота 13. (170) Не запізнюєшся 14. (171) Your reflection |

| XIII. HARRY POTTER / Щасливчик 1. (172) The Deathly Hallows /На основі роману «Гаррі Поттер і Смертельні Реліквії» Джоан Роулінг 2. (173) З тобою 3. (174) Зупинись. Повернись 4. (175) Бландзінка 5. (176) Закачайся 6. (177) Single Girl In The World 7. (178) Зірка 8. (179) Вконтакті 9. (180) Василіса 10. (181) Дуже близько 11. (182) Більше ніж мрію, сильніше ніж сон 12. (182) Не хочу щоб впала твоя сльоза 13. (184) Йди до кінця | XIV. Anya 1. (185) Anya 2. (186) Коротка спідничка 3. (187) Доктор Хаус 4. (188) You Make Me 5. (189) Martha 6. (190) Все пройшло 7. (191) Рідна душа 8. (192) Ти не напишеш мені 9. (193) Твої блакитні очі 10. (194) This dream can die 11. (195) Потенціальна енергія тіл 12. (196) Місцева міс краси 13. (197) Легке життя 14. (198) НІЧ (Live-Acoustic) |

### Інструментальні твори
- Пісок
- Понеділок
- Після бурі